# Demografía de Arabia Saudita

Este artículo es acerca de la demografía de la población de Arabia Saudita, incluyendo la densidad de población, el nivel de educación, la salud de la población, los estatutos económicos, la religión y otros aspectos de la población. 

Pirámide de población.

El número de habitantes estimado en julio de 2006 es de unos 27 millones, incluyendo 5,5 millones residentes extranjeros. Hasta los años 1960 la mayoría de la población era nómada o seminómada, en la actualidad predomina el sedentaria. Algunas ciudades y oasis tienen densidades de más de 1000 habitantes por kilómetro cuadrado. La población de Arabia Saudita está caracterizada por el rápido crecimiento y la cantidad de jóvenes.
El reino de Arabia Saudita es una monarquía teocrática islámica en la que el islam es la religión oficial. La ley exige que todos los ciudadanos sauditas sean musulmanes: la libertad religiosa es inexistente aunque se estima que existen alrededor de 10 mil cristianos en el país.
La mayoría de los saudíes son árabes. Algunos están mezclados con descendientes de turcos y de varios países africanos. También hay una gran mayoría de Asiáticos, principalmente de India, Pakistán, Afganistán, Bangladés, Indonesia y Filipinas. En los años 1970 y 1980 había una importante comunidad de inmigrantes provenientes de Corea del Norte.

## Estadísticas demográficas por El Reino De Arabia Saudita
Las siguientes estadísticas demográficas son de Wikipedia 100%.

### Estructura de edad
0-14 años:
38.2% (hombre 5.149.960/mujer 4.952.138)

15-64 años:
59.4% (hombre 8.992.348/mujer 6.698.633) 

65 años y más:
2.4% (hombre 334/mujer 289.826) (2007 est.)

### Edad Media
Total: 23,5 años 
 Hombre: 24 años 
 Mujer: 22 años (2019 est.)

### Velocidad del crecimiento de la población
1,850% (2019 est.)
El Crecimiento es de un 31%, el de muertes(por lo general) es de 69%.

### Crecimiento de la mortalidad
5,49 muertes/1.000 personas (2019 est.)

### Crecimiento de la inmigración
-12,6 inmigrante(s)/1,000 personas (2019 est.)

### Razón de sexos
Al nacer: 1,05 hombre(s)/mujer 

Menores de 15 años: 1,04 hombre(s)/mujer 

15-64 años: 1,34 hombre(s)/mujer 

65 años y mayores: 1,16 hombre(s)/mujer 

Población total: 1,21 hombre(s)/mujer (2005 est.)

### Tasa de mortalidad infantil
Total: 15,57 muertes/1.000 nacimientos 
 Hombre: 17,15 muertes/1.000 nacimientos 
 Mujeres: 13,91 muertes/1.000 nacimientos (2019 est.)

### Esperanza de vida al nacer
Total: 78,3 años 
 Hombre: 76,23 años 
 Mujer: 80,48 años (2019 est.)

### Urbanización
85% de la población total (2019 est.)

### Tasa total de fertilidad (TFR)
1.92 hijos por mujer (estimación de 2022.) (The World Factbook.)